# Sphenotrochus cuneolus
Sphenotrochus cuneolus är en korallart som beskrevs av Stephen D. Cairns 2004. Sphenotrochus cuneolus ingår i släktet Sphenotrochus och familjen Turbinoliidae. Inga underarter finns listade i Catalogue of Life.